# Klas Lestander
Klas Ivar Wilhelm Lestander, född 18 april 1931 i Arjeplog, Norrbottens län, död 13 januari 2023 i Arjeplog, var en svensk skidskytt. Han tog olympiskt guld i vinter-OS 1960.

## Karriär
Lestander vann skidskyttetävlingen vid olympiska vinterspelen 1960 i Squaw Valley i delstaten Kalifornien, USA. Det var det första olympiska skidskytteloppet och gick över 20 kilometer (distanslopp). Han hade den 15:e bästa åktiden av de 30 deltagarna, men vann tack vare felfritt skytte. Det var första gången på ett internationellt mästerskap som någon sköt fullt. Vid denna tävling sköt han (åkarna) med ett tungt mausergevär.
Året därpå, vid världsmästerskapen i Umeå, tog han tillsammans med det svenska stafettlaget ett inofficiellt brons.
Däremot blev han aldrig svensk mästare.
Lestander arbetade som byggnadssnickare då han vann sitt OS-guld. Han var bättre som skytt än som skidåkare och hade ett stort intresse för jakt.

## Familj och släkt
Klas Lestander är tremänning/syssling till skogsarbetaren och politikern Paul Lestander.
Även Klas Lestanders son Dan Lestander har vunnit olympisk guldmedalj. Tillsammans med Ricky Sandberg och Jan-Erik Falk vann han snöskulpturtävlingen vid Olympic Art Festival i Albertville i Frankrike 1992.